# ㅳ
ㅳは、ハングルを構成する子音字母のひとつ。現在は使用されない古いハングル字母であり、ㅂとㄷを組み合わせて作られている。ㅂ系合用並書の字母の一つとして初声に用いられた。中期朝鮮語では複合子音[pt]、近代朝鮮語ではㄷの濃音（現在のㄸに相当）を表していたとされる。